# Katolický vojenský ordinariát Kanady
Katolický vojenský ordinariát Kanady (latinsky Ordinariatus Militaris Canadensis, anglicky The roman catholic military ordinariate of Canada, francouzsky Ordinariat militaire catholique romain du Canada) je římskokatolický vojenský ordinariát na území Kanady se sídlem v městě Ottawa. Ordinariát je součástí ekumenického Interfaith Committee on Canadian Military Chaplaincy (ICCMC). Současným ordinářem je biskup Scott McCaig. 

## Stručná historie
Již od  20. září 1939, kdy proběhlo první jmenování vojenským biskupem v Kanadě, měla vojenská pastorace svou diecézní strukturu. K vytvoření vojenského vikariátu došlo 17. února 1951; povýšení na vojenský ordinariát pak nastalo 21. července 1986.